# واهاگن آلکسانیان
واهاگن هوُیکی آلکسانیان (ارمنی: Վահագն Հովիկի Ալեքսանյան؛ زادهٔ ۴ اوت ۱۹۹۳) یک خاورشناس، سیاستمدار اهل ارمنستان است که از تاریخ ۲۰۲۱ تا تاریخ ۲۰۲۶ سمت نمایندگی دوره‌های هفتم و هشتم مجلس ملی جمهوری ارمنستان را برعهده دارد.

## زندگی‌نامه
در ۴ اوت ۱۹۹۳ در ایجوان به دنیا آمد و از دانشگاه روسی-ارمنی و دانشکده شرق‌شناسی دانشگاه دولتی ایروان فارغ‌التحصیل شد. 

## یادداشت
1. ↑  «Քաղաքացիական պայմանագիր» կուսակցության Վարչության փոխնախագահ
2. ↑  en:Russian-Armenian University